# Golfclub Havelte
Golfclub Havelte is een Nederlandse golfclub in Havelte in de provincie Drenthe.
Grenzend aan de natuurgebieden Uffelter Zand en Uffelter Binnenveld in het Holtingerveld ligt de 18-holes golfbaan van Golfclub Havelte in een typisch Drents heidegebied met vennetjes. De eerste negen holes hebben een coulisselandschap, de tweede negen is meer een park met oude bomen.
De club werd in 1986 opgericht en heeft bijna 800 leden.

## Trivia
- Naast de 18de green is nog een bomkrater te zien veroorzaakt door een bombardement op Fliegerhorst Havelte in de Tweede Wereldoorlog.

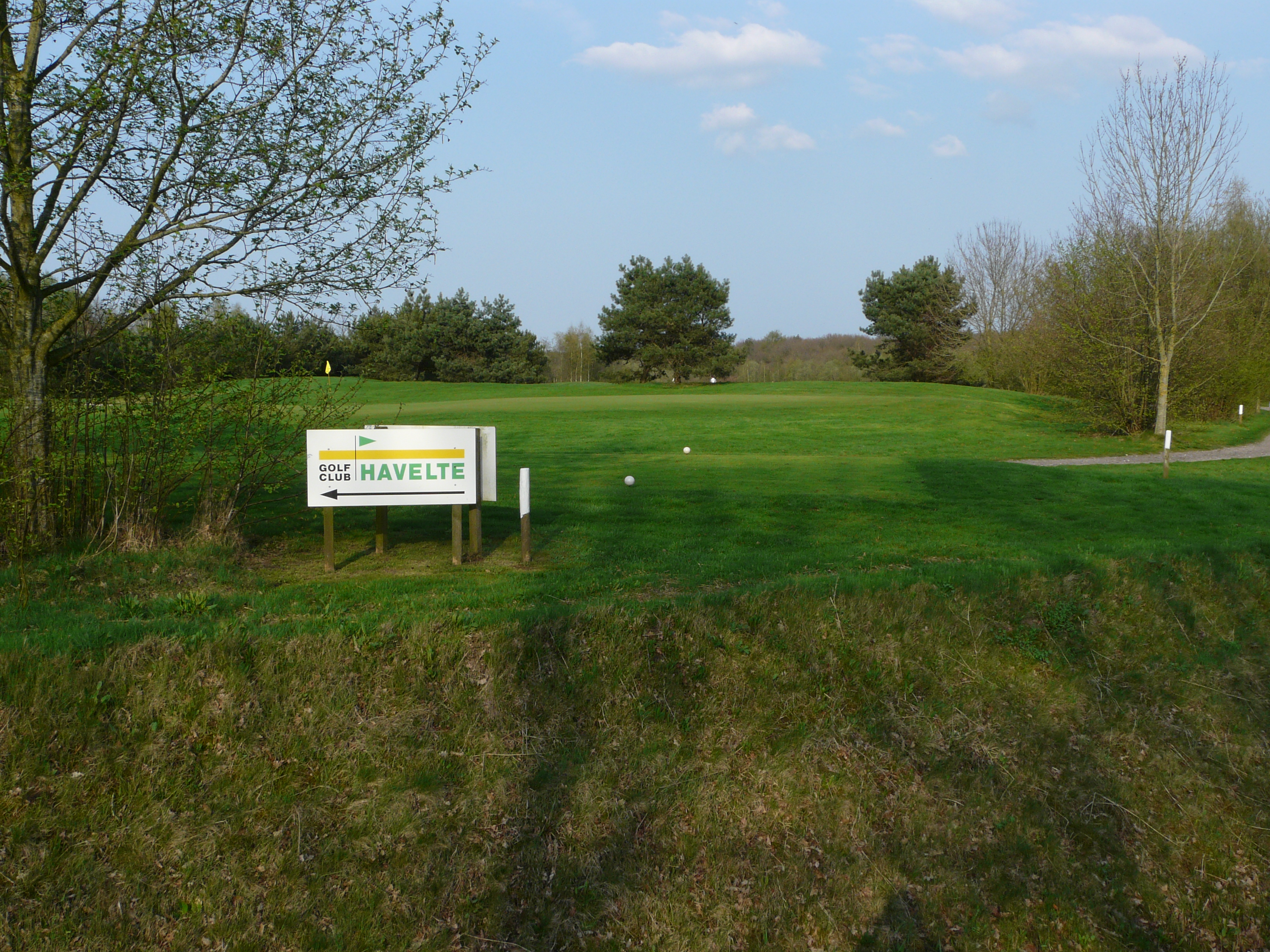
Golfclub Havelte